# All Too Well
All Too Well è un brano musicale della cantautrice statunitense Taylor Swift, quinta traccia del quarto album in studio Red.

## Antefatti
All Too Well è stata la prima canzone che Swift ha scritto per il suo album Red. Mentre lavorava con diversi autori per l’album, Swift ha scritto la canzone insieme a Liz Rose, con la quale aveva scritto molte canzoni nei suoi album precedenti. Rose ha detto che Taylor Swift le ha chiesto inaspettatamente di aiutarla a scrivere la canzone, dopo diversi anni dal loro ultimo lavoro insieme.
Taylor Swift ha anche rivelato che la canzone è stata "la più difficile da scrivere per l'album", dicendo: "Mi ci è voluto molto tempo per filtrare tutto ciò che volevo inserire nella canzone senza farla durare 10 minuti. Volevo una storia che potesse funzionare sotto forma di canzone e ho chiamato la mia co-scrittrice Liz Rose e le ho detto: "Vieni, dobbiamo accorciare questo", e mi ci è voluto molto tempo per riuscirci". Rose ha inoltre dichiarato che la canzone inizialmente "era lunga 10, 12 o 15 minuti, prima di lasciare soltanto le parti più importanti". In una successiva intervista, Rose ha dichiarato che All Too Well  originariamente era "probabilmente una canzone di 20 minuti quando Taylor Swift mi ha chiamato". Anche dopo averla ridotta, la canzone è rimasta la traccia più lunga dell'album, con una durata di cinque minuti e ventotto secondi.
La canzone è stata prodotta da Nathan Chapman e da Swift. Il suo messaggio criptico contenuto nelle pagine della versione fisica di Red è "MAPLE LATTES".

## Accoglienza
La canzone è stata acclamata dalla critica musicale, e molti l’hanno riconosciuta come miglior canzone dell'album. Slant Magazine ha in particolare lodato la canzone nella sua recensione di Red, dicendo: “All Too Well è probabilmente la canzone più bella dell'intera discografia di Swift: l'arrangiamento cresce lentamente mentre Taylor Swift aggiunge nuovi dettagli ad una relazione condannata, finché non arriva una delle sue parti migliori di sempre ("You call me up again just to break me like a promise/So casually cruel in the name of being honest") e la canzone esplode sanguinosamente".
Billboard ha donato una recensione positiva alla canzone, scrivendo "In All Too Well Swift balla intorno alla cucina, con la luce del frigorifero, ricordando una storia d'amore che è stata apparentemente seppellita nel tempo. La melodia si sarebbe adattata perfettamente a Speak Now, e la canzone tratta anche alcuni dei temi di Mine, ma in Red serve a ricordare che queste canzoni rimarranno sempre nel catalogo di Swift". About.com ha dato alla canzone 4 stelle su 5. Idolator ha affermato che "È la tesa All Too Well che colpisce di più: Taylor Swift ha un'immagine devastante, ("We’re dancing around the kitchen in the refrigerator light"), prima di raggiungere un disfacimento quasi isterico con grida scoraggiate ("I’m a crumpled up piece of paper lying here"). È drammatico, ma con Taylor Swift, lo è sempre. È una cosa buona". Insider l’ha definita la quinta miglior canzone del decennio.

## Esibizioni dal vivo

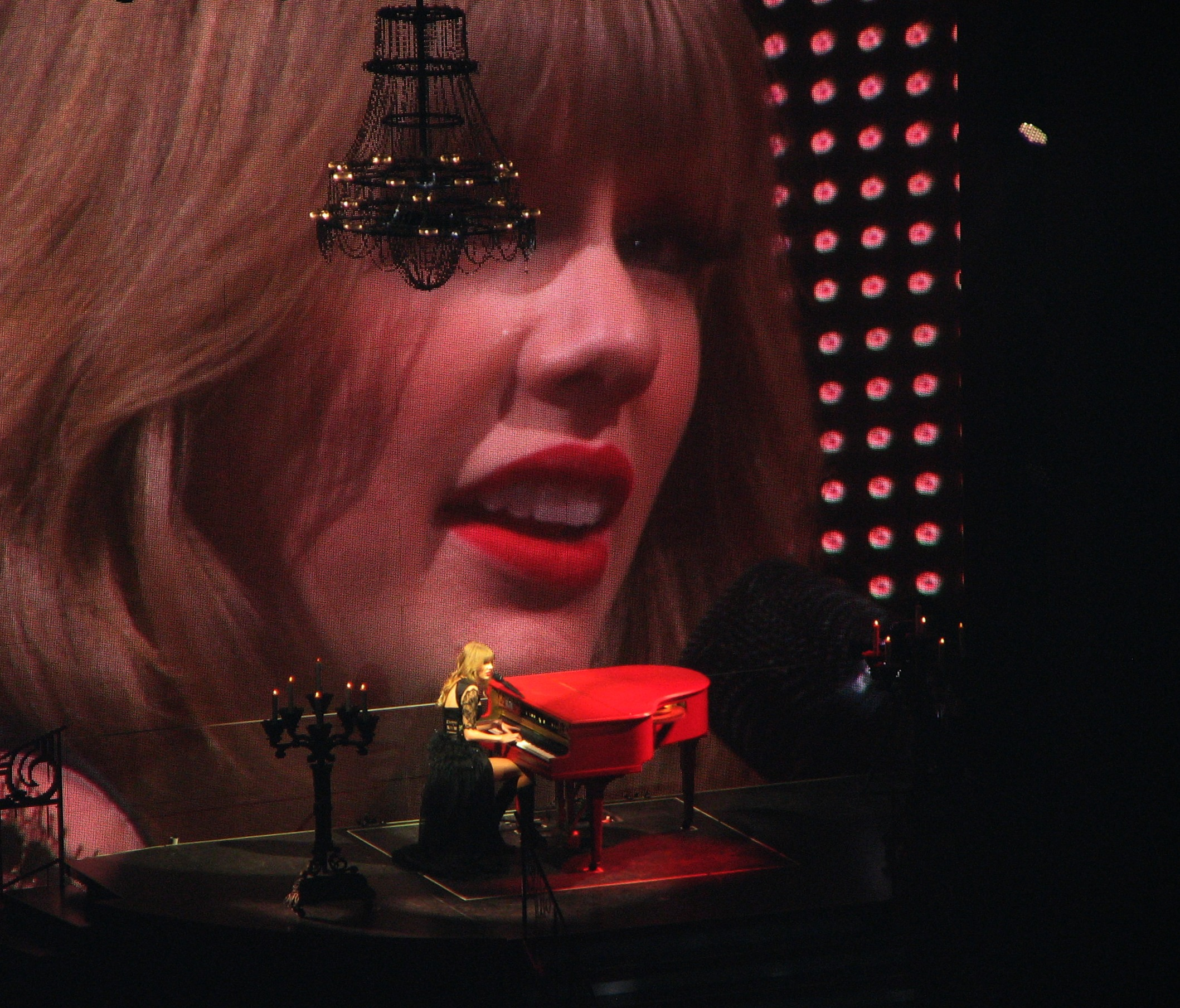
Taylor Swift durante l’esibizione del brano.

Il 26 gennaio 2014, Taylor Swift si è esibita con All Too Well ai Grammy Awards 2014 a Los Angeles. Indossando un drammatico abito di perline con paillettes e un lungo strascico che le scorreva dietro, cantava mentre suonava il piano su un palco poco illuminato, prima di essere raggiunta da una band a metà esibizione. Le headbanging di Swift al culmine della canzone hanno ottenuto una significativa attenzione mediatica. Sean Thomas del The Slanted l'ha nominata "l’esibizione della serata" e Amy Sciarretto di Pop Crush l’ha definita "indimenticabile".
Swift ha cantato la canzone durante il suo The Red Tour, suonando il piano.
Il 21 agosto 2015, Swift ha eseguito la canzone a Los Angeles allo Staples Center, l'unica volta durante il The 1989 World Tour. Il 4 febbraio 2017, Swift ha eseguito la canzone come parte del Super Saturday Night a Houston, in Texas.
Taylor Swift ha cantato una versione acustica del brano durante il primo spettacolo del suo Taylor Swift’s Reputation Stadium Tour a Glendale, in Arizona l'8 maggio 2018; nel quinto spettacolo a Pasadena, in California il 19 maggio 2018 e durante l'ultimo concerto della leg americana del tour ad Arlington, in Texas, il 6 ottobre 2018. Quest'ultima esibizione è apparsa nel film concerto intitolato come il tour di Netflix.

## Cover
Nel marzo 2014, la band americana Against The Current ha pubblicato una cover della canzone. Il cantautore americano Ruston Kelly ha pubblicato una cover della canzone nel marzo 2019.

## Impatto
Nel 2017, Rob Sheffield del Rolling Stone, ha posizionato il brano primo nella sua classifica di tutte le canzoni di Taylor Swift, scrivendo "nessun'altra canzone è così stellare nel mostrare la sua capacità di far esplodere un piccolo dettaglio banale in una leggendaria angoscia". Nel 2018, All Too Well è stata classificata ventinovesima in una lista delle migliori canzoni del secolo.
La canzone fa riferimento ad un’amata sciarpa che Swift ha perso e che è stata successivamente usata come soggetto della canzone. È diventata un simbolo tra i fan della cantante, ispirando battute, meme e domande nelle interviste.
Inoltre, i fan hanno chiesto a Taylor Swift in due diverse occasioni dell'esistenza della versione originale di 10 minuti di All Too Well: lei aveva confermato di averne una copia, ma l’ha in seguito persa; tuttavia, tale versione figura accanto alla reincisione di All Too Well in Red (Taylor's Version), in uscita il 12 Novembre 2021, indicata come All Too Well (10 Minute Version) (Taylor's Version) (From The Vault), come ultima traccia dell'album stesso.

## Classifiche
| Classifica (2012) | Posizione massima |
| ----------------- | ----------------- |
| Canada            | 59                |
| Stati Uniti       | 80                |

## All Too Well (Taylor's Version)
In seguito alla controversia con la sua precedente casa discografica e la vendita dei master delle pubblicazioni precedenti al suo contratto con la Republic Records, Swift ha cominciato a ri-registrare tutta la sua discografia dal 2006 al 2019, includendo anche brani non inclusi in alcun album in studio. Ogni reincisione presenta la dicitura Taylor's Version nel titolo, per distinguerla dall'incisione originale e quindi dal master non di proprietà della cantautrice.
Il brano è stato reinciso dalla cantante per la ristampa del suo quarto album in studio, Red (Taylor's Version), pubblicata il 12 novembre 2021. Nel disco il brano è presente in due versioni: la prima consiste nella reincisione della versione pubblicata nel 2012, mentre la seconda è quella originale della durata di dieci minuti; quest'ultima presenta nel titolo la dicitura From the Vault, volta ad indicare che si tratta di una versione inedita. La versione estesa è stata pubblicata come singolo digitale il 15 novembre 2021 e ha raggiunto la vetta nella Billboard Hot 100, divenendo il brano più lungo di sempre a raggiungere tale posizione nella suddetta classifica.

### All Too Well: The Short Film
Il 12 novembre 2021 è stato pubblicato All Too Well: The Short Film, un cortometraggio di 15 minuti scritto e diretto dalla cantante. Esso prende il nome dal brano omonimo e ne mette in scena i contenuti, fungendo da video musicale per la versione estesa di dieci minuti. Sadie Sink e Dylan O'Brien sono stati scelti per interpretare la coppia presente nel cortometraggio, mentre la cantante stessa prende parte al filmato interpretando la versione più adulta del personaggio di Sadie Sink.

### Tracce
Download digitale – Live Acoustic
1. All Too Well (10 Minute Version) (Taylor's Version) (Live Acoustic) – 9:30

Download digitale – Sad Girl Autumn Version
1. All Too Well (Sad Girl Autumn Version) (Recorded at Long Pond Studios) – 9:58

### Formazione
Hanno partecipato alle registrazioni, secondo le note di copertina di Red (Taylor's Version):
- Taylor Swift – voce, produzione
- Jack Antonoff – chitarra elettrica, chitarra acustica, slide guitar, basso, tastiere, programmazione, Mellotron, batteria, percussioni, produzione, registrazione
- Mikey Freedom Hart – chitarra baritona, organo Hammond, celesta, pianoforte, organo a pompa, Wurlitzer
- Sean Hutchinson – batteria, percussioni, registrazione proprie parti
- Michael Riddleberger – percussioni
- Bobby Hawk – archi
- Evan Smith – sassofono, flauto traverso, sintetizzatore, registrazione proprie parti
- Zem Audu – sassofono
- Laura Sisk – registrazione
- Christopher Rowe – registrazione voce
- David Hart – registrazione parti Mikey Freedom Hart
- Jon Gautier – registrazione parti Bobby Hawk
- Șerban Ghenea – missaggio
- Bryce Bordone – missaggio
- Randy Merrill – mastering

### Classifiche

#### Classifiche settimanali
| Classifica (2021-22) | Posizione massima |
| -------------------- | ----------------- |
| Argentina            | 79                |
| Australia            | 1                 |
| Austria              | 16                |
| Belgio (Fiandre)     | 49                |
| Canada               | 1                 |
| Danimarca            | 33                |
| Filippine            | 8                 |
| Germania             | 36                |
| Grecia               | 11                |
| India                | 5                 |
| Irlanda              | 1                 |
| Islanda              | 25                |
| Italia               | 69                |
| Lituania             | 39                |
| Norvegia             | 30                |
| Nuova Zelanda        | 1                 |
| Paesi Bassi          | 39                |
| Perù                 | 32                |
| Portogallo           | 4                 |
| Regno Unito          | 3                 |
| Repubblica Ceca      | 95                |
| Singapore            | 1                 |
| Slovacchia           | 81                |
| Spagna               | 25                |
| Stati Uniti          | 1                 |
| Sudafrica            | 13                |
| Svezia               | 47                |
| Svizzera             | 19                |
| Ungheria             | 31                |
| Vietnam              | 82                |

#### Classifiche di fine anno
| Classifica (2022) | Posizione |
| ----------------- | --------- |
| Australia         | 98        |
| Canada            | 47        |
| Stati Uniti       | 76        |